# Concattedrale di San Leopardo
La concattedrale di San Leopardo (localmente 'l Domo) è la chiesa principale di Osimo, situata sul colle più alto della città, denominato Gòmero. Di stile romanico-gotico in pietra bianca, fa parte dell'arcidiocesi di Ancona-Osimo.

## Storia
La concattedrale è dedicata a San Leopardo, primo vescovo della città (V secolo), da lui stesso voluta e dedicata a Santa Tecla. Si tratta di una costruzione in conci di pietra eretta nell'VIII secolo, dove un tempo sorgeva il campidoglio e il tempio pagano dedicato alle figure mitologiche greche Esculapio e Igea. Una tradizione storica, non verificabile, attesta una ricostruzione dell'edificio nel VII secolo ad opera del vescovo San Vitaliano, che la dedicò al primo vescovo San Leopardo: nulla rimane dell'edificio di quest'epoca, se non la lapide murata nella cripta dedicata a san Vitaliano. Documentato storicamente è invece l'ampliamento della chiesa (da una a tre navate) ad opera del vescovo Gentile (fine XII secolo - inizio XIII secolo), che edificò anche l'attuale presbiterio, la cripta, l'abside e il protiro. Alla fine del XIII secolo un altro vescovo, Giovanni Uguccione, modificò la struttura della chiesa introducendo elementi gotici, tra cui un'altra campata verso est. Altri interventi di ampliamento e ristrutturazione furono eseguiti nei secoli successivi, e in particolare si ricordano: le volte interne (fine XV secolo), lo scalone di accesso alla tribuna (seconda metà del XVI secolo), il nuovo pavimento e gli altari laterali nel XVII secolo, nonché l'intonacatura completa delle pareti interne. Nella metà del XVII secolo lavorò alla decorazione in stucco barocco anche il celebre Tommaso Amantini
Con la seconda metà dell'Ottocento iniziò quello che all'epoca fu chiamato “restauro della chiesa”, ma che in realtà non fece che modificare, se non distruggere, parte delle opere messe in atto nei secoli precedenti. Scomparvero così la rampa interna di accesso alla tribuna e le due rampe laterali che portavano alla cripta (in seguito ripristinate); furono edificate due nuove cappelle laterali, ma furono eliminati gli altari laterali e i medaglioni con le effigi dei vescovi diocesani che decoravano le pareti interne. 
Nel 1940 la chiesa divenne monumento nazionale e nel 1955 venne riconosciuta come basilica minore; nell'anno successivo fu tolta tutta l'intonacatura interna.

## Descrizione

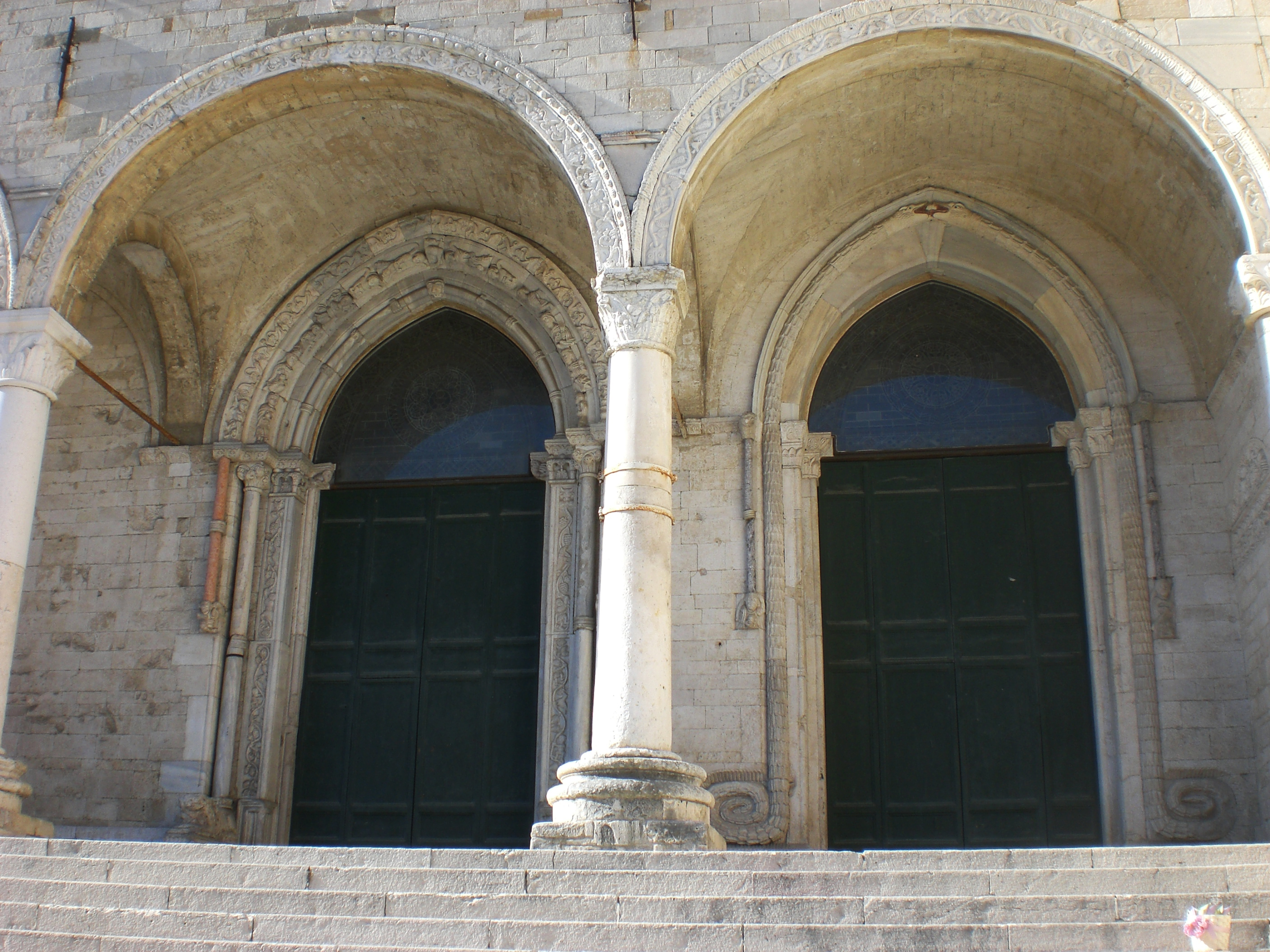
Portali del Duomo

### Esterno
L'attuale facciata è stata adattata alla fine del 1500. Nel portico, a tre arcate a tutto sesto poste sopra due colonne, si trovano due portali d’ingresso di notevole importanza dal punto di vista architettonico.
Il portale di sinistra presenta una decorazione costituita da tre archi a tutto sesto. Quello più esterno è decorato da un tralcio di vite sorretto da due figure sedute a gambe incrociate. L’iconografia più ricca la si trova nell'arco mediano: vi si ammirano sei santi ed angeli orientati verso il centro dove è raffigurato l’Agnello. Dal basso a sinistra, Santa Tecla martire e San Leopardo con la pisside in mano, San Pietro con la chiave, l’Arcangelo Gabriele e due angeli con turibolo: a destra dall'alto, San Giovanni Battista con la scritta “Agnus Dei”, Giuda figlio di Giacobbe, Isacco con relative citazioni bibliche ed il vescovo Gentile. Alla base delle colonne due leoni, mentre vari elementi scultorei si trovano negli stipiti di destra e di sinistra.
A sinistra del portale principale si trova la finestra con interessante doppio archivolto, decorato a bassorilievo da foglie di acanto, qui trasferita dalla parete est quando l’orientamento della chiesa fu invertito nel 1589 dal vescovo Teodosio Fiorenzi (1588-1591).

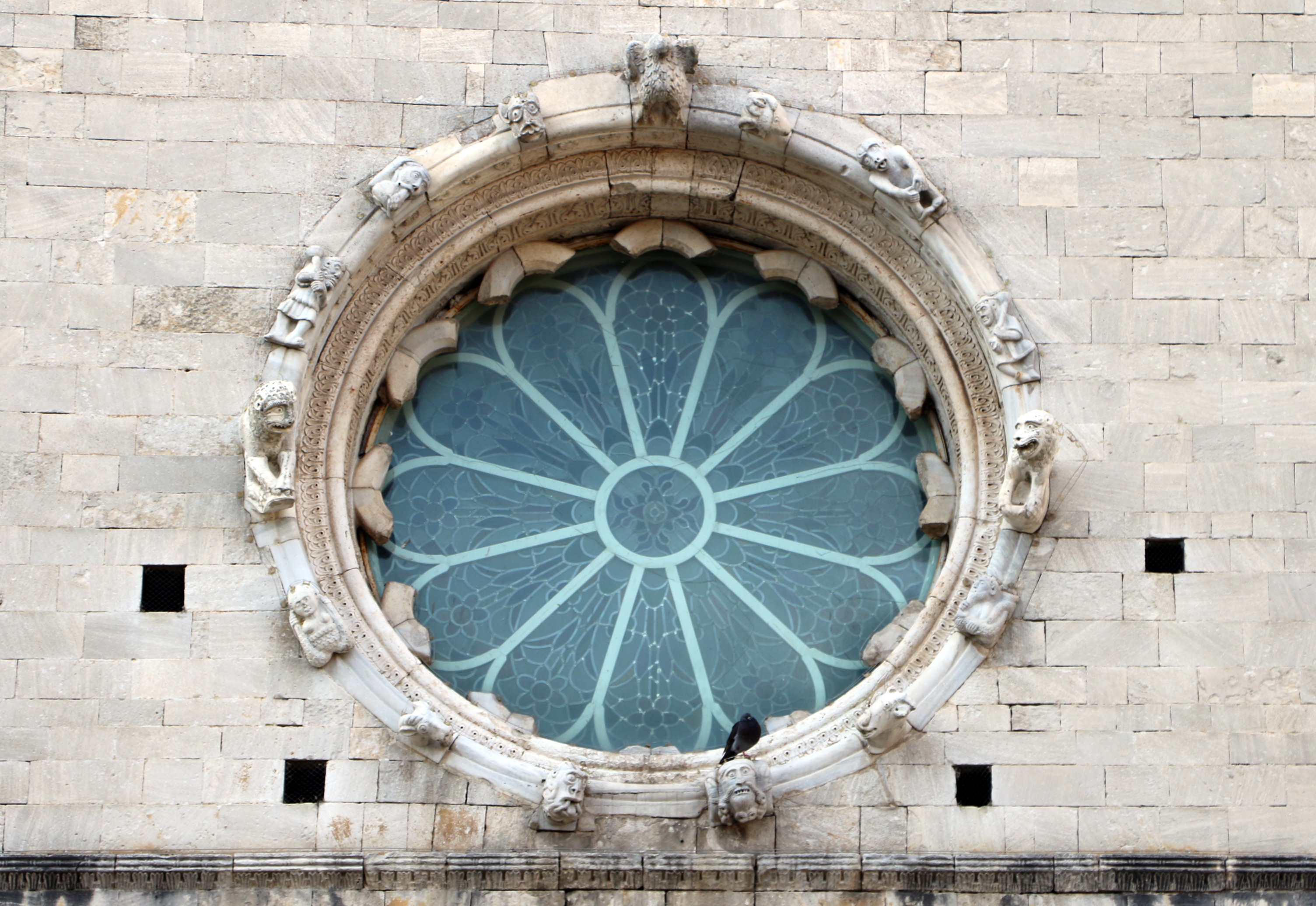
Rosone

Al centro della testata del transetto è situato il rosone che presenta tutt'intorno una corona di figure simboliche di varia grandezza raffiguranti teste umane e corpi di animali (tra cui leoni, aquile e capre).
Nel portale di destra sono presenti due lunghi serpenti con le code attorcigliate alla base e le bocche arrossate aperte che addentano un pomo in porfido, simbolo del peccato originale. A sinistra si trova il bassorilievo di Re Salomone con in mano il vaso sigillato contenenti, secondo la leggenda, i 72 demoni che lo aiutarono nel governo e nell'edificazione del tempio; a destra quello di Re Davide con il turibolo in mano nell'intento di incensare e purificare il visitatore.

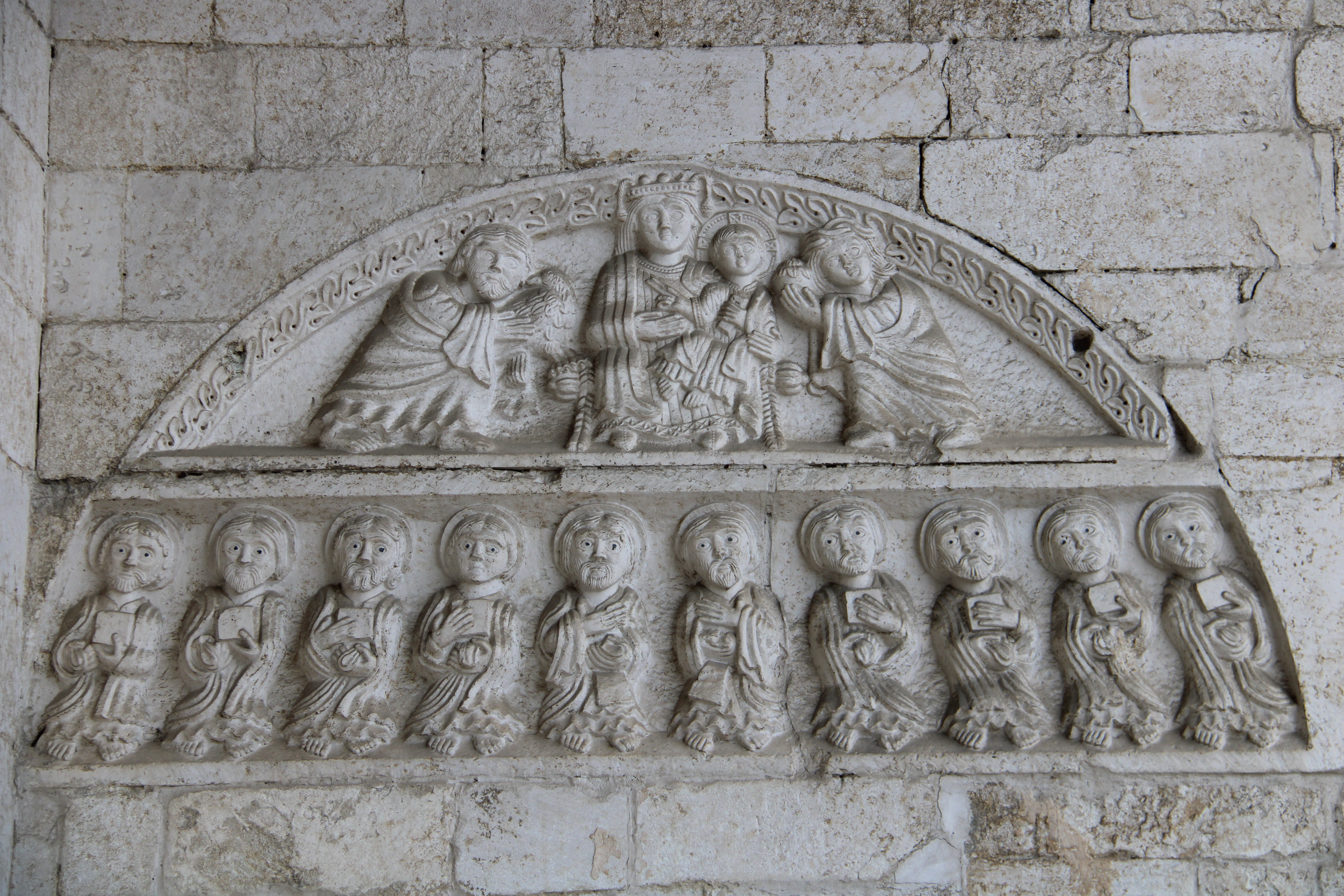
Particolare della parete di destra

Sulla parete di destra fu trasferito dal Mastro Filippo l’architrave con le dieci figure degli Apostoli; lo scultore vi aggiunse la lunetta con la Vergine e il Bambino, Santa Tecla che offre la chiesa e San Giovanni evangelista con l’aquila.
A destra della facciata principale, attraversato l’androne, si giunge al cortile interno, con l’attuale ingresso principale della concattedrale.
A sinistra della facciata principale, può essere suddivisa in tre parti: il muro di blocchi di pietra calcarea, il settore a paramento liscio con la serie di finestre che danno luce alla cripta e al transetto.
La parete nord, solo in parte visibile dalla sottostante Via Giulia, ripete lo schema architettonico della facciata sud: in alto un antico occhio corrispondente al rosone è stato sostituito da una finestra quadra tamponata alla fine del XIX secolo. Più in basso tre finestrelle danno luce alla cripta.

### Interno

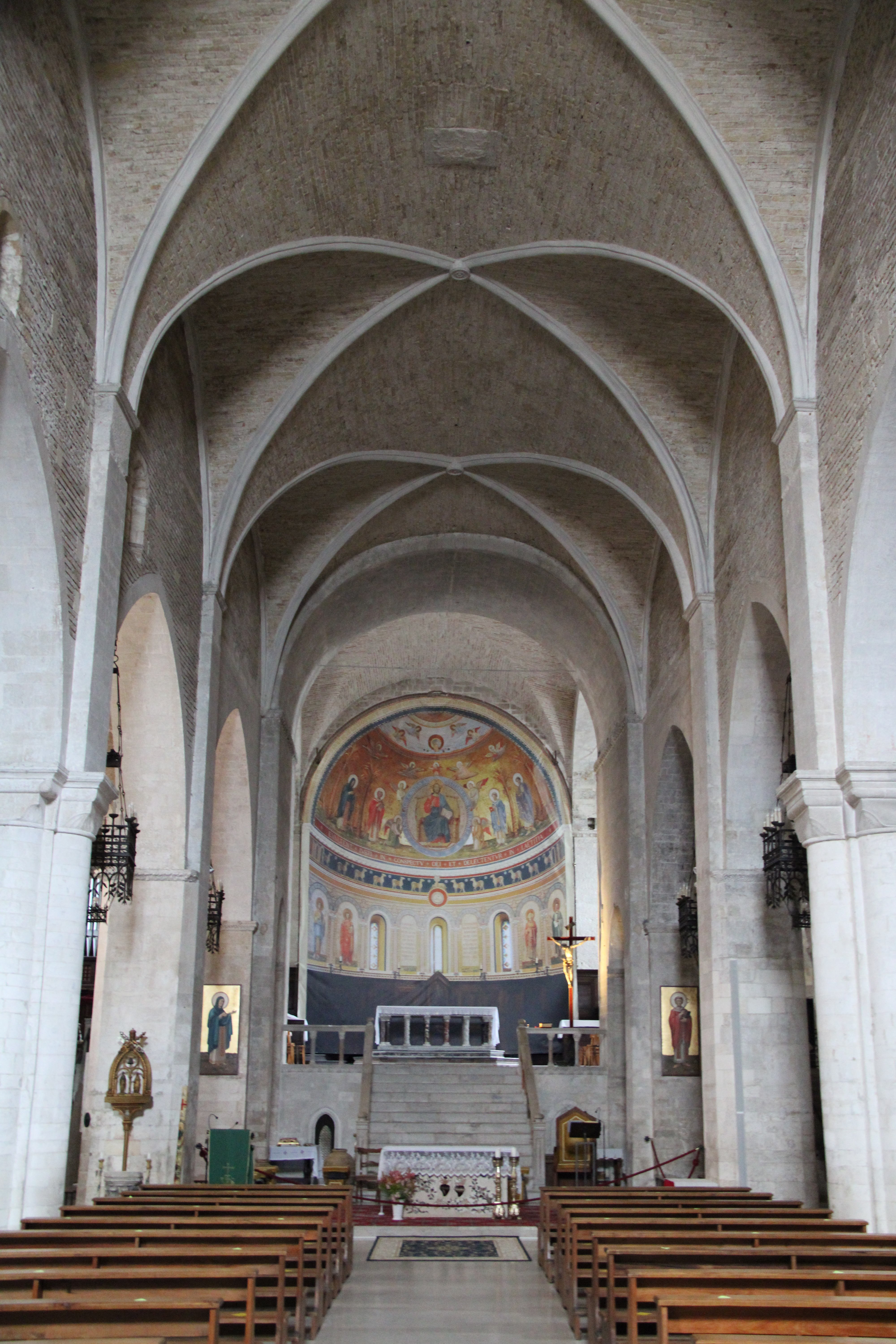
Interno del duomo

La chiesa, la cui pianta è a croce latina a "T", è oggi orientata da est a ovest, divisa in tre navate e con l'altare maggiore a occidente. La bussola lignea che introduce alla basilica è opera del cardinale Giovanni Soglia Ceroni, come mostra il suo stemma posto in alto. Tra le colonne è presente una serie di lampadari in ferro battuto del XX secolo. L’altare di marmo policromo fu opera del vescovo Egidio Mauri (1888-1893).

#### Navata laterale destra
Sul fondo è posto il monumento funebre in marmo del cardinale Antonio Bichi (1656-1691), mentre nella parete destra si nota la porta tamponata che conduceva all'antica piccola sacrestia. A questa parete sono appese due delle quattro grandi tele di Gian Domenico Lombardi dell’inizio del XVIII secolo e che rappresentano rispettivamente San Benvenuto e San Leopardo. In quest’ultima, l’angelo di sinistra regge un vassoio contenente il plastico urbano di Osimo, ad evidenziare lo stretto legame del primo vescovo con la città.
Nella navata sono state costruite nel corso del XIX secolo tre cappelle:
- Cappella del Crocifisso

Realizzata del vescovo Seri Molini e dipinta dall’osimano Guglielmo Cappannari, in essa si trova l’antico crocifisso in legno del XIII secolo che, secondo la tradizione locale, con 120 testimonianze scritte, il 2 luglio 1796 aprì gli occhi e mosse le labbra. Il Cristo, realizzato in legno, si presenta in atteggiamento regale mentre la postura dei piedi è di stile arcaico.
- Cappella della Madonna del Rosario

Le pareti sono decorate da due grandi tele di Virginio Monti, Annunciazione e Proclamazione del dogma dell’Immacolata Concezione (1854). La statua lignea della Madonna, del XVII secolo, fu trasferita qui in seguito alla demolizione della chiesa di Santa Maria della Piazza. Di notevole importanza è anche il coro ligneo del cardinale Giovanni Soglia Ceroni.
- Cappella del Sacramento

L’altare e il baldacchino in marmo sono opera dell’architetto osimano Costantino Costantini; sul fondo, la tela che rappresenta Cristo in trono; ai lati le due tele di Virginio Monti che rappresentano i santi Gregorio Magno e Giovanni Crisostomo.

#### Navata laterale sinistra
Proseguendo verso l’altare maggiore nella stessa parete si apre la porta che immette nell'attuale grande sacrestia, costruita dal cardinale Gallo (1591-1620) e dai vescovi Seri Molini (1871-1888) e Monalduzio Leopardi (1926-1944); l’architrave della porta è impreziosito da sculture dei primi secoli del secondo millennio.
Attraversando la chiesa, alla base della grande scalinata, si giunge all'altra navata orientata a sud dove si notano tre lapidi: la prima, all'inizio della scalinata che scende in cripta, fa memoria della concessione del titolo di basilica all'ex cattedrale (1955); la seconda, situata nel pilastro, contiene il testo dell’indulgenza a chi prega in chiesa, concessa da Paolo V nel 1609 mentre la terza, la più antica, ricorda l’opera dei due vescovi Antonio e Giovan Battista Sinibaldi (1498-1547).
Dopo la porta di ingresso laterale, un resto di affresco rappresenta una santa martire che ci fa intuire la ricchezza perduta della decorazione delle pareti. Più avanti sono esposte le altre due tele di Gian Domenico Lombardi rappresentanti il vescovo San Vitaliano (VIII secolo) e San Silvestro (XII-XIII secolo).
Anche in questa navata si aprono due cappelle:
- Cappella di San Giuseppe

Risalente alla fine del XIX secolo, è ricca di opere varie: paliotto, statue di gesso, marmi. La pala d’altare ad olio rappresenta il transito di San Giuseppe ed è attribuita da alcuni studiosi a Virginio Monti.
- Cappella della Sacra Spina

Così chiamata per la reliquia (attualmente conservata nel museo) che il cardinale Gallo ebbe in dono alla fine del XVI secolo dai visconti di Milano. La tela d’altare di Francesco Albani rappresenta Santa Tecla e Sant’Agnese ed è dono del cardinale Girolamo Verospi (1644-1652) mentre sulla sinistra quella dell’Ecce Homo di Guido Reni, di inizio XVII secolo.
Proseguendo, si trova l’ingresso al campanile, opera medievale terminata dal cardinale Gallo. In fondo alla parete è appesa una bandiera saracena, sottratta ad una nave corsara durante un combattimento nel 1723 con una flotta pontificia comandata dall’osimano Francesco Guarnieri, poi donata alla cattedrale nel 1763.

#### Altare maggiore

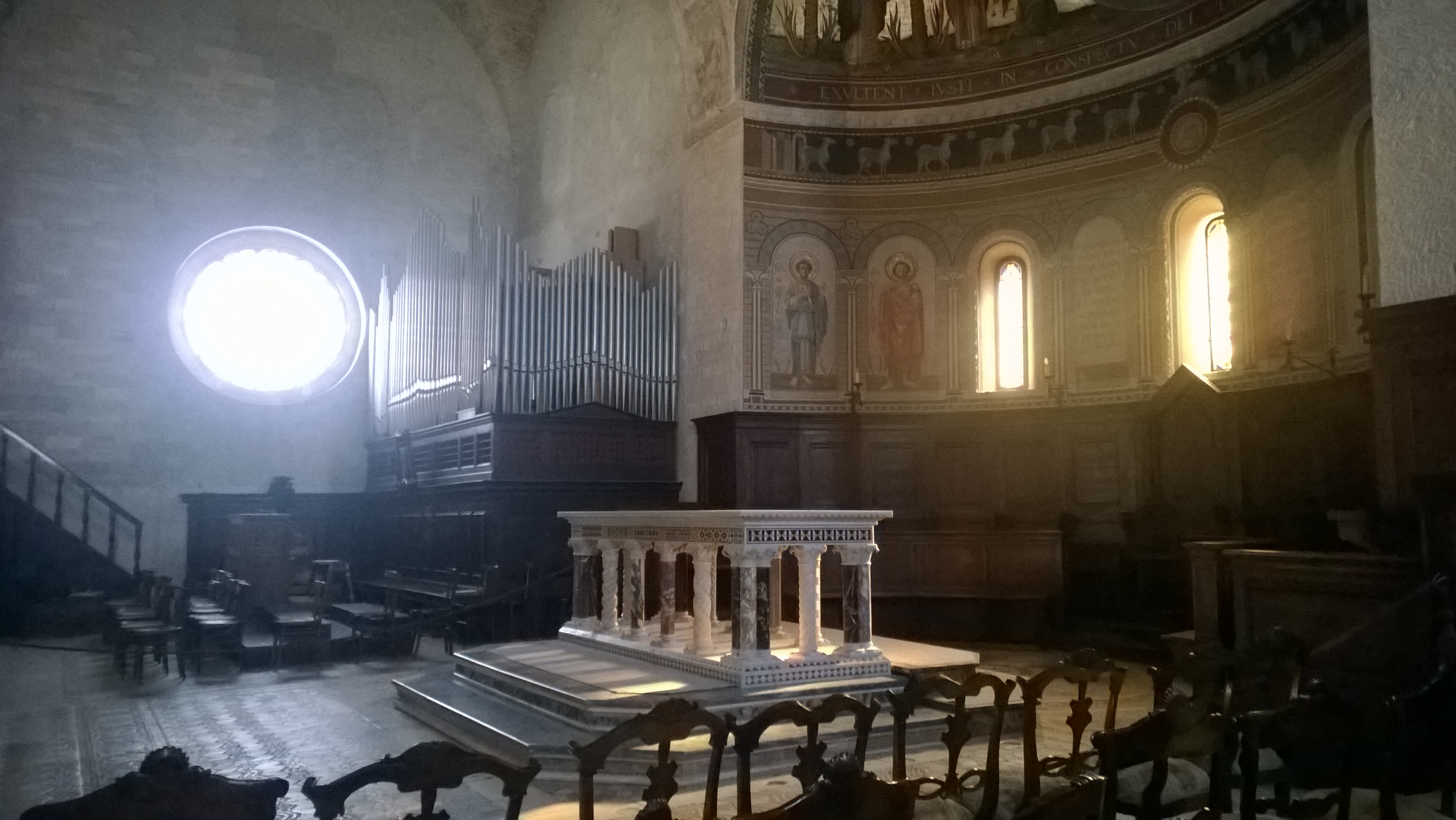
Altare maggiore con organo

Vi si accede dalla chiesa attraverso tre scalinate, una grande al centro e due piccole laterali. Saliti al presbiterio, di grande impatto è il pavimento a mosaico cosmatesco che gli studiosi datano al XIII secolo: ripropone il tema dell'acqua battesimale ai piedi dell'altare maggiore, questo più volte rimaneggiato sino alla forma attuale del 1893. Notevoli sono i banconi del coro e il mobile della parete nord, opera del primo settecento come si evince dallo stemma del cardinale Orazio Filippo Spada (1714-1724) situato nella parete sud mentre a nord è presente lo stemma ligneo del cardinale Agostino Galamini. L’organo attuale fu commissionato dall'ultimo vescovo residente Domenico Brizi nel 1955. La cattedra, elemento liturgico tipico delle chiese cattedrali, ha subito mutamenti vari di collocazione e di materiale usato: il Museo Diocesano ne conserva una interessante scultura medievale, ritenuta schienale di cattedra; la pianta del vescovo Bichi ritrovata a Jesi nel 2001 la colloca in posizione arretrata e addossata alla parete di sinistra.
Per l'altare maggiore la Confraternita del SS.Sacramento, nel 1547, al tempo del Cardinale Giovan Battista Sinibaldi, commissionò un polittico con episodi della Vita di Cristo, composto di quattordici tavole più quattro dipinti nelle facce del tabernacolo che fa parte del polittico. Il Cardinale Giacomo Lanfredini (1734-1740) lo fece portare nella sala capitolare, sostituendolo con l’affresco di Giovanni Andrea Lazzarini dipinto nell’abside nel 1767 con il Martirio dei Santi osimani, anch'esso non più esistente.

#### Cripta
Dal piano della chiesa partono due scalinate laterali che scendono alla cripta, create dell’architetto scultore Mastro Filippo verso la fine del 1191. È composta da colonne posizionate in ordine crescente di altezza partendo da sud, tre navate, otto campate e sedici colonne con capitelli, l’abside centrale di forma rotonda e piccole finestre medievali.
- Altare centrale

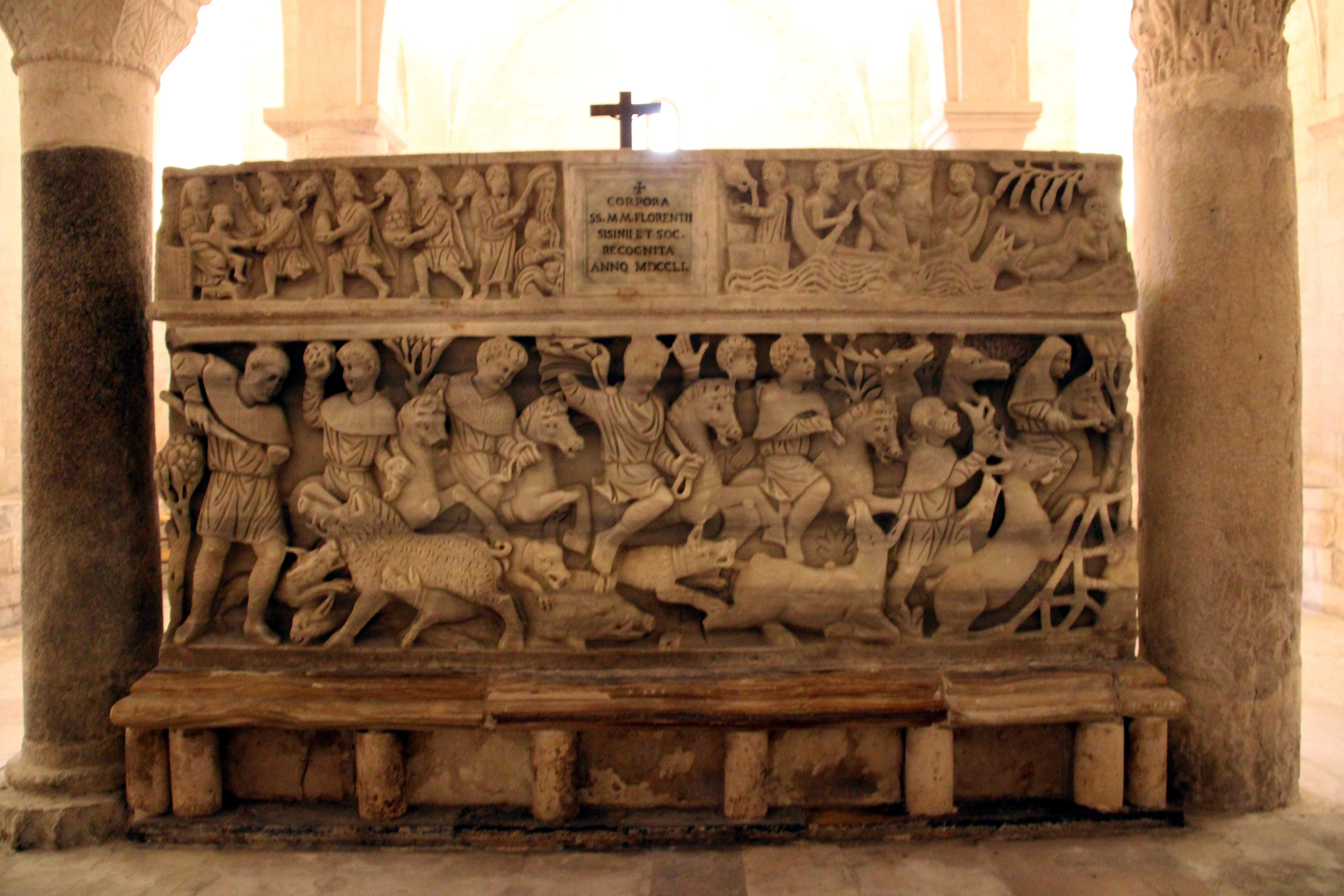
Sarcofago del VI secolo con i resti dei martiri osimani dove sono rappresentate scene di caccia

È dedicato ai martiri Fiorenzo, Sisinio, Dioclezio e Massimo: i loro corpi furono trasferiti in cattedrale nel 1444 e nella cripta nel 1513 dal monastero di San Fiorenzo a Roncisvalle, luogo del loro martirio, poco lontano da Fonte Magna di Osimo. Sono conservati nel sarcofago romano del IV secolo nella cui parte inferiore sono rappresentate scene di caccia al cervo e al cinghiale, mentre la parte superiore presenta quattro scene bibliche ed ecclesiali: l’adorazione dei Magi, San Pietro che fa scaturire l’acqua dalla rupe ad imitazione di Mosè nel deserto, Noè che riceve la colomba dopo il diluvio e Giona gettato in mare. Il paliotto dell’altra parte dell’altare è ornato con pavoni del XIX secolo.
- Altare di San Benvenuto (1264-1282)

Posto a nord, nella parte bassa si trova il sarcofago del buon pastore del V secolo, dove è conservato il corpo del santo, trasferito qui dal vescovo Teodosio Fiorenzi. La parte alta dell’altare poggia su sei colonne ed è solo decorativa.
- Altare di San Leopardo (IV-V secolo)

Il sarcofago fu qui trasferito nel 1513 dal vescovo Antonio Sinibaldi il cui nome inciso nella pietra ora è posto nella parete ovest insieme alla lapide che ricorda la ricognizione del 1753. Fu aperto nel 2002 confermando, con il ritrovamento di lapidi e mattoni datati, le ricognizioni del 1296, del 1513 e del 1753 nonché un intervento del 1892.
- Altare di San Vitaliano (VIII secolo)

Sulla parete è affissa la scritta in caratteri gotici “qui riposa san Vitaliano vescovo di Osimo”. L’apertura del sarcofago effettuata nel 2002 ha confermato la ricognizione del 1296 voluta dal vescovo Giovanni Uguccione (1295-1320), amico e collaboratore di Bonifacio VIII della nobile famiglia Caetani.
- Altare dei martiri Vittore e Corona

Si trova nella parte sud della cripta, qui posto, in forma diversa dall'attuale, dal vescovo Gentile quando decise di trasferire il corpo dei martiri da Castelfidardo ad Osimo. Il cardinale Antonio Bichi nella seconda metà del XVII secolo e il vescovo Compagnoni nel XVIII secolo ne disposero rilevanti trasformazioni. I due martiri sono stati patroni di Osimo fino al 1965 quando la Santa Sede assegnò come patrono San Giuseppe da Copertino.
- Monumento al vescovo Pompeo Compagnoni

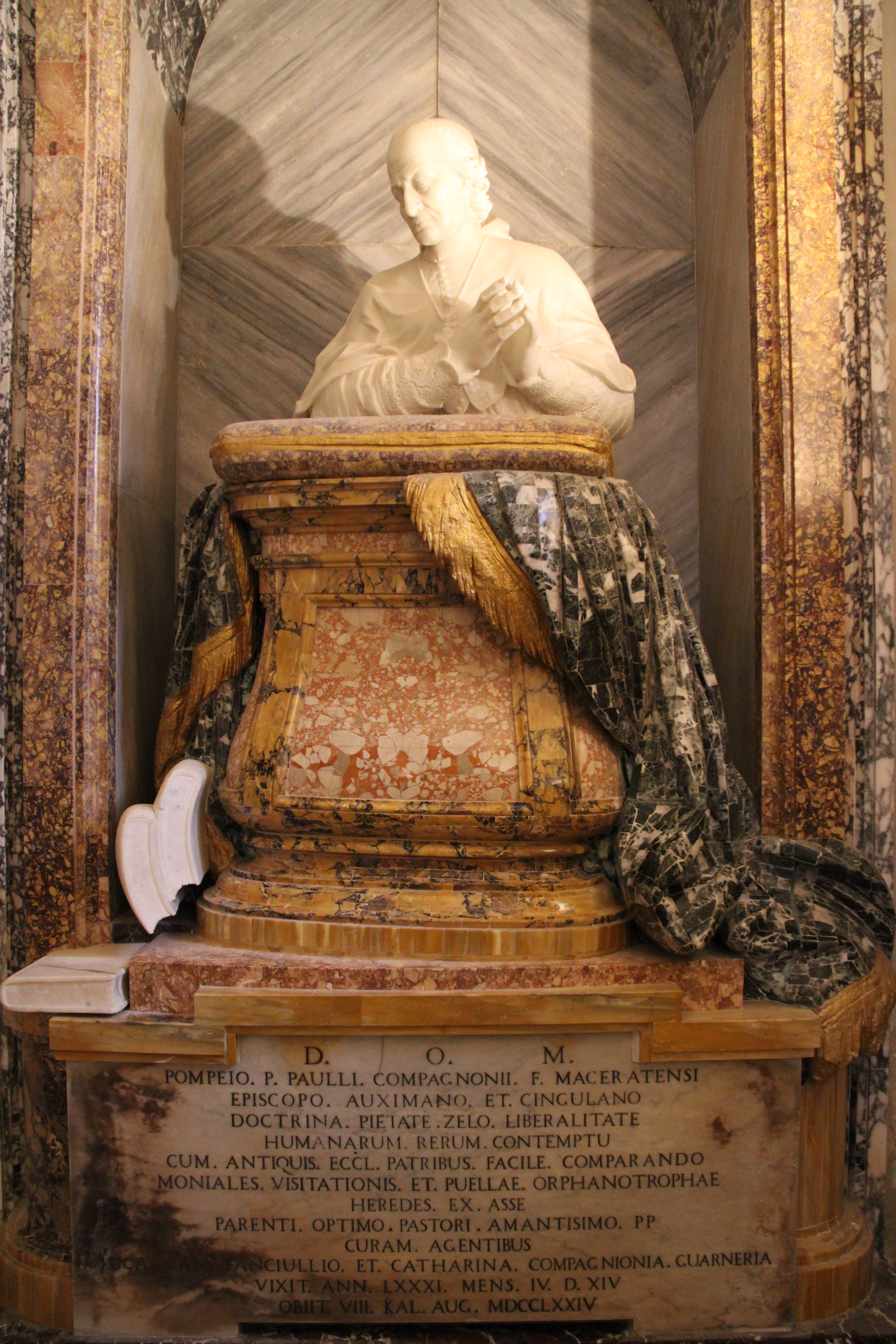
Monumento a Pompeo Compagnoni

In marmo policromo, fu eretto dalla famiglia Guarnieri con lui imparentata su disegno dell’architetto Andrea Vici e realizzato da Gioacchino Varlè. Il vescovo è ritratto in atteggiamento di preghiera; sotto di lui l’inginocchiatoio decorato da un drappo grigio; più in basso i volumi dei vescovi e della diocesi di Osimo, opera più importante del Compagnoni.
- Deposito funebre dei vescovi

Vi si accede dal lato est della cripta di fronte all'altare dei santi martiri e contiene i loculi di alcuni vescovi diocesani dal XVII al XX secolo. L'ultimo vescovo residenziale dell'diocesi di Osimo qui sepolto è Domenico Brizi (1945-1964).

### Sacrestie
Sono varie sale costruite in epoche diverse: dalla prima piccola sacrestia, all'allargamento voluto dal cardinale Gallo all'inizio del XVII secolo.
La sacrestia fu ampliata dal cardinale Antonio Bichi alla fine del seicento con le stanze che collegano l’episcopio alla concattedrale: notevoli sono alcuni pavimenti in cotto, soffitti affrescati e lampadari in vetro pregiato e in ferro battuto. La parte più ad ovest è opera dei vescovi Michele Seri Molini (fine ottocento) e Monalduzio Leopardi (XX secolo). Le sale sono ricche di molti preziosi arredi liturgici esposti o conservati nei cassetti dei mobili seicenteschi o ottocenteschi tra cui il “lavabo” in marmo rosso di Verona dell’inizio del 1700, voluto dal cardinal Francesco D’Adda, amministratore apostolico della diocesi dal 1706 al 1708.
La prima ampia stanza contiene la serie dei tondi dei vescovi della diocesi, opera del pittore Giovanni Maspani, commissionata dal vescovo Compagnoni, alcuni mobili del seicento, un grande candelabro a gocce di vetro, dei reliquiari di santi locali e la tela di Giovanni Ricciotti sulla lapidazione dei martiri osimani (XX secolo). A sinistra una stanza adibita a deposito, a destra altra stanza con soppalco piena di opere d’arte e preziosi arredi di ogni genere.
La seconda stanza è usata per la conservazione dei reliquiari di stili e forme diverse, conservati in mobili del XIX secolo; da notare una teca di vetro con l’esposizione di interessanti oggetti e libri liturgici. Sulla sinistra si trova l'ex sala capitolare: una lapide ricorda i lavori del vescovo Seri Molini, l’altra il privilegio della “Cappa” concessa nel 1721 ai canonici da papa Innocenzo XIII, già vescovo della diocesi. La sala contiene oggetti e arredi che testimoniano la cura della bellezza dei nostri antenati.
Nel piano superiore è conservata la biblioteca del Capitolo dei Canonici, interessante per alcune edizioni del ‘500 e per le opere di storia locale.

## Chiesa di San Giovanni Battista

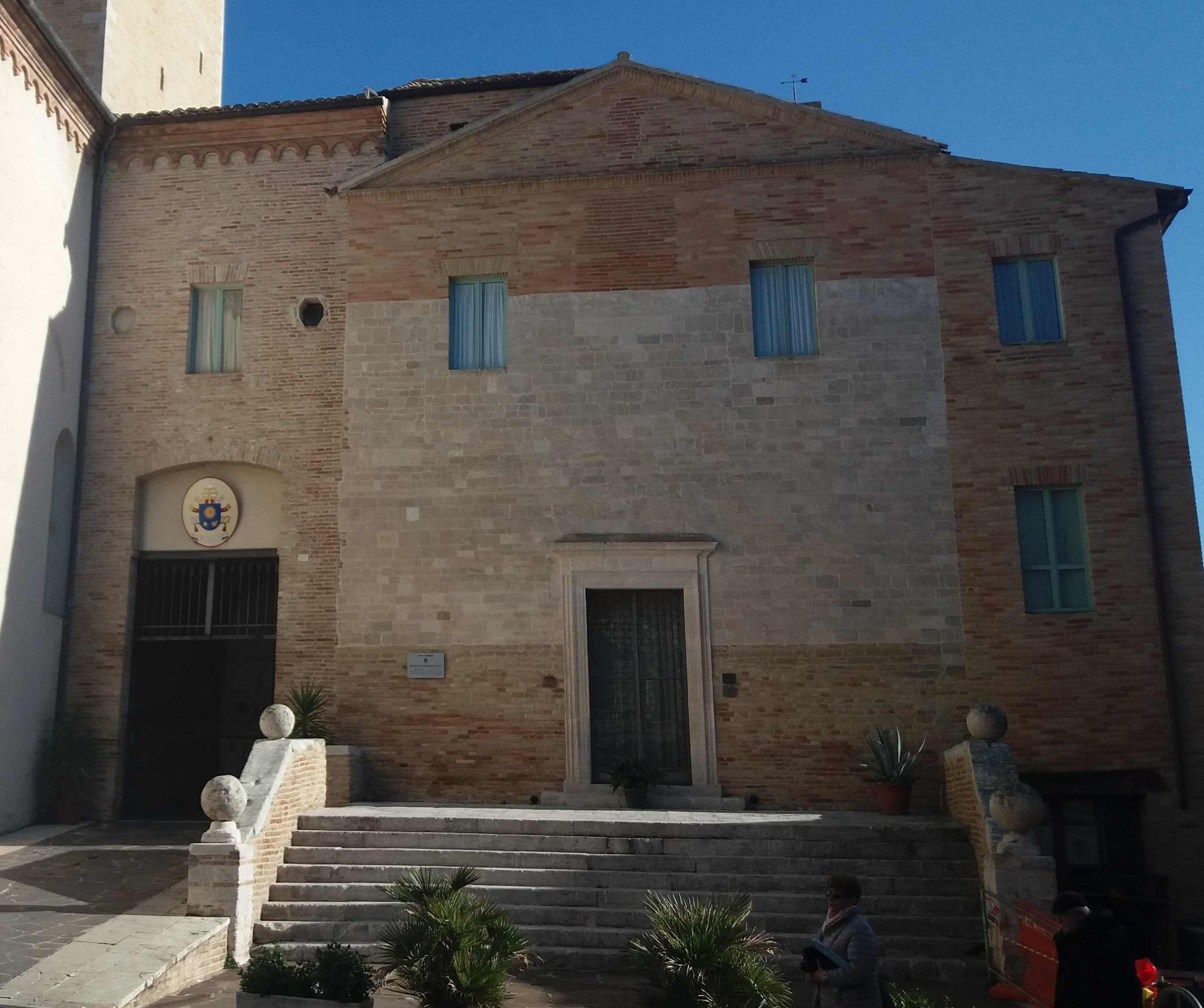
Ingresso

Di questa chiesa, detta Battistero, si ipotizza che si tratti di un edificio indipendente, costruito come chiesa battesimale in epoca tardo antica. 
Nella parete nord, oltre alle tracce di antichi affreschi, si trova l’antica porta e due grandi finestre mentre nella parete sud una grande porta e quattro finestre di diverse misure.
Il soffitto

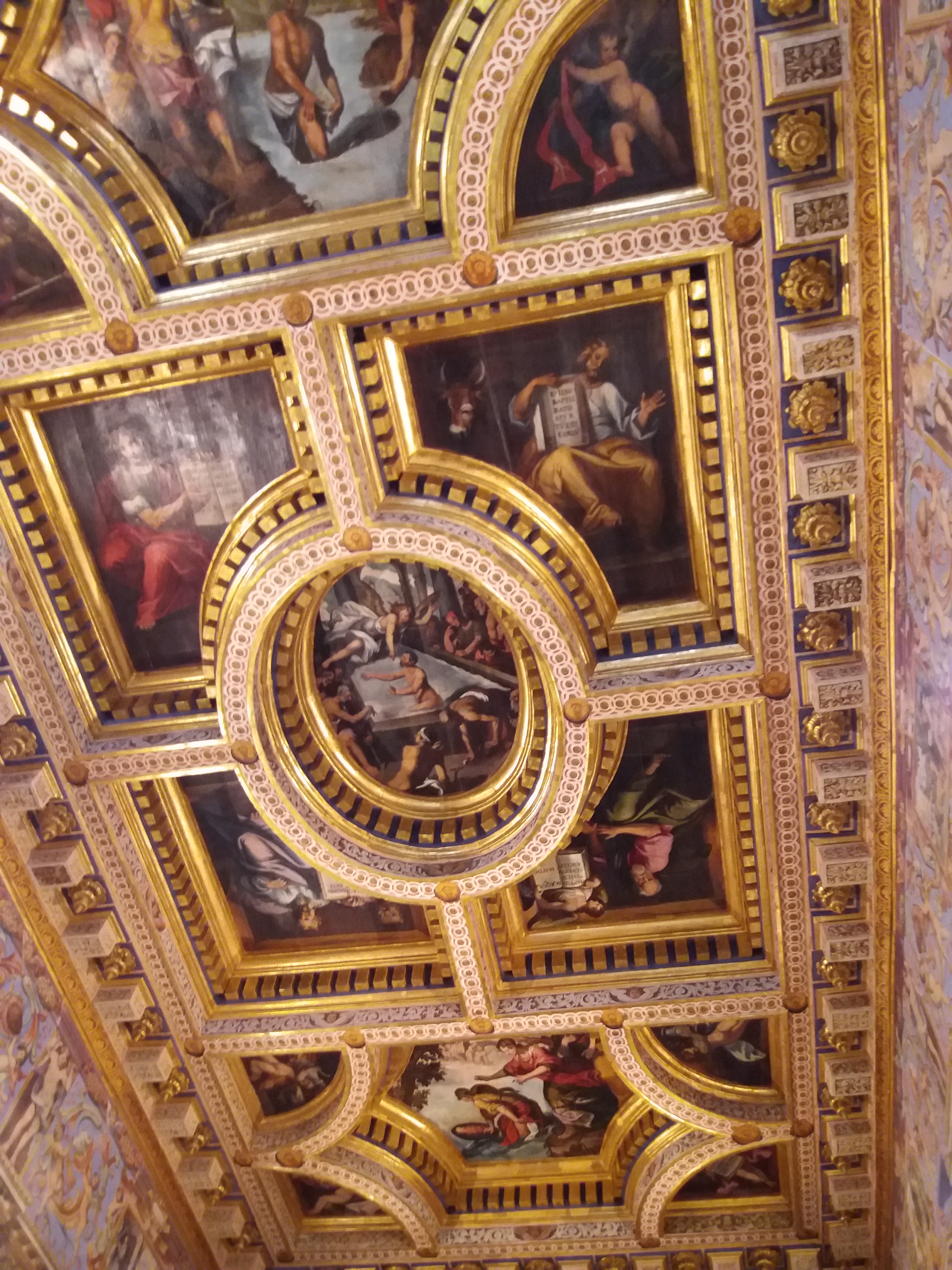
Soffitto del battistero

La decorazione del soffitto fu commissionata dal vescovo di Osimo Agostino Galamini al pittore Antonino Sarti nel 1629 che la terminò in soli cinque mesi, il 4 marzo 1630.
La superficie è suddivisa in tre scomparti incorniciati: in quelli laterali sono raffigurati gli episodi biblici della guarigione di Naaman di Siria e Mosè salvato dalle acque del Nilo; negli interspazi sono rappresentati Angeli con i simboli battesimali e con altri accessori utilizzati durante questo sacramento. Lo scomparto centrale di forma quadrata, ha nel mezzo un medaglione ovale in cui è raffigurato il miracolo della Piscina Probatica, circondato da quattro pannelli con gli Evangelisti e i rispettivi simboli: l’angelo per Matteo, il leone per Marco, il bue per Luca e l’aquila per Giovanni. Il perimetro esterno presenta un cornicione con rosoni dorati su fondo azzurro, alternati a mensoloni con fogliame dipinto in ocra; sotto il soffitto si staglia un ampio fregio in affresco di stile tardo manieristico, che rappresenta sette santi ascesi: da sinistra dell’altare, San Benedetto da Norcia, San Caritone, San Simone, San Giacomo, Sant'Arsenio, Sant'Egidio e San Francesco d'Assisi; inquadrati tra schiere di putti con fogliame ed arabeschi con al centro, in modo alternato, teste di tori e pigne.
L’altare

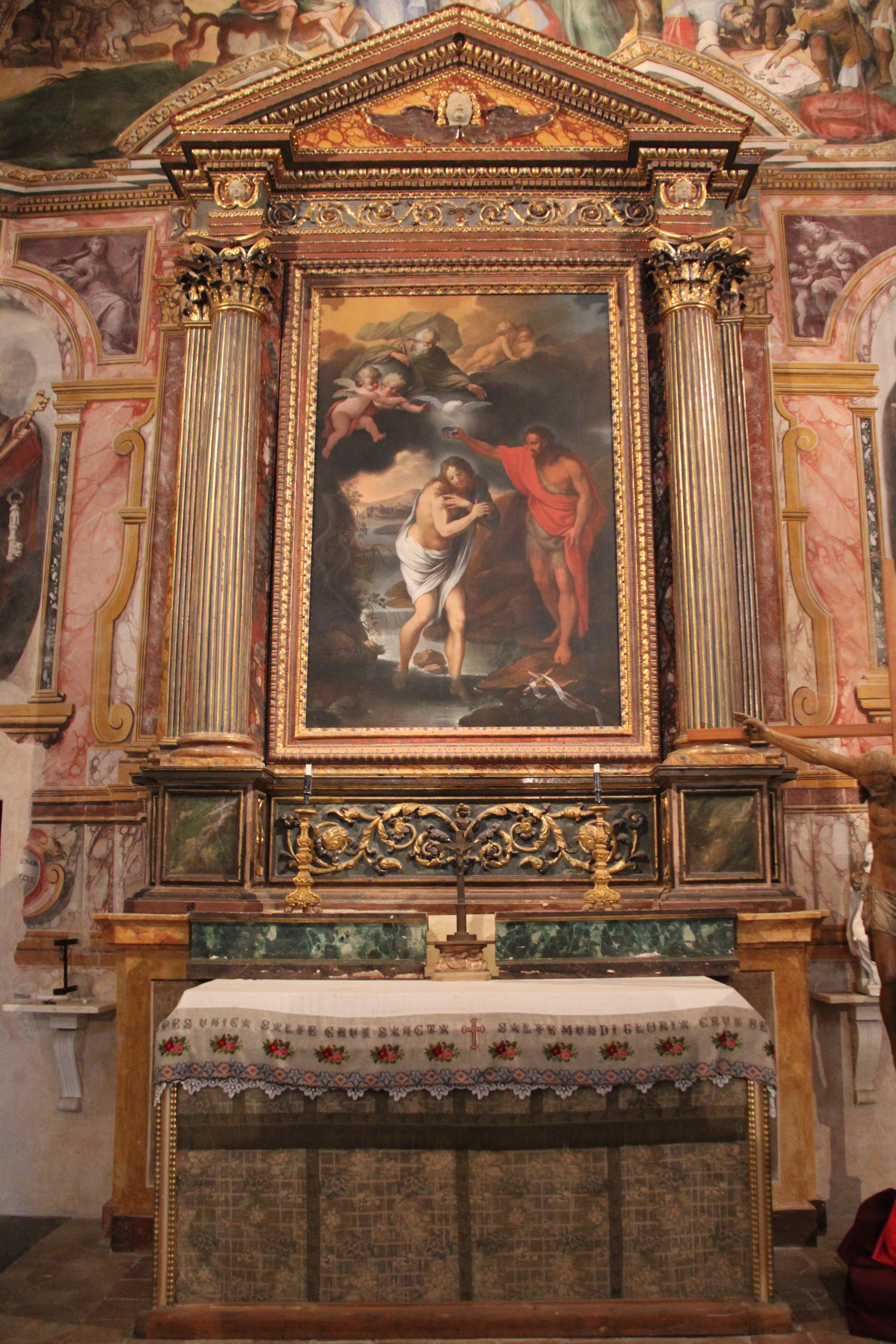
Altare del battistero

La parete dell'altare, affrescata probabilmente da Arcangelo Aquilini o dai decoratori del fregio Pellegrini e Gallotti, presenta una trama decorativa in tre parti. La prima contiene un affresco della Crocifissione, mostrata da due angeli che trattengono un grande sipario, in una specie di sacra rappresentazione; in particolare dal costato di Gesù esce sangue ed acqua, con riferimento ai sacramenti dell'eucaristia e del battesimo. La seconda parte rappresenta gli Apostoli Pietro e Paolo, con i simboli che li caratterizzano, le chiavi e la spada, e quattro Virtù (Fede, Speranza, Carità e Fortezza), in bianco e nero. La terza parte è costituita dalla pala d'altare con il Battesimo di Gesù databile alla seconda metà dei XVII secolo ed opera del pittore Melchior Jelli, incastonata in un altare ligneo di successiva fattura.
Il Fonte Battesimale

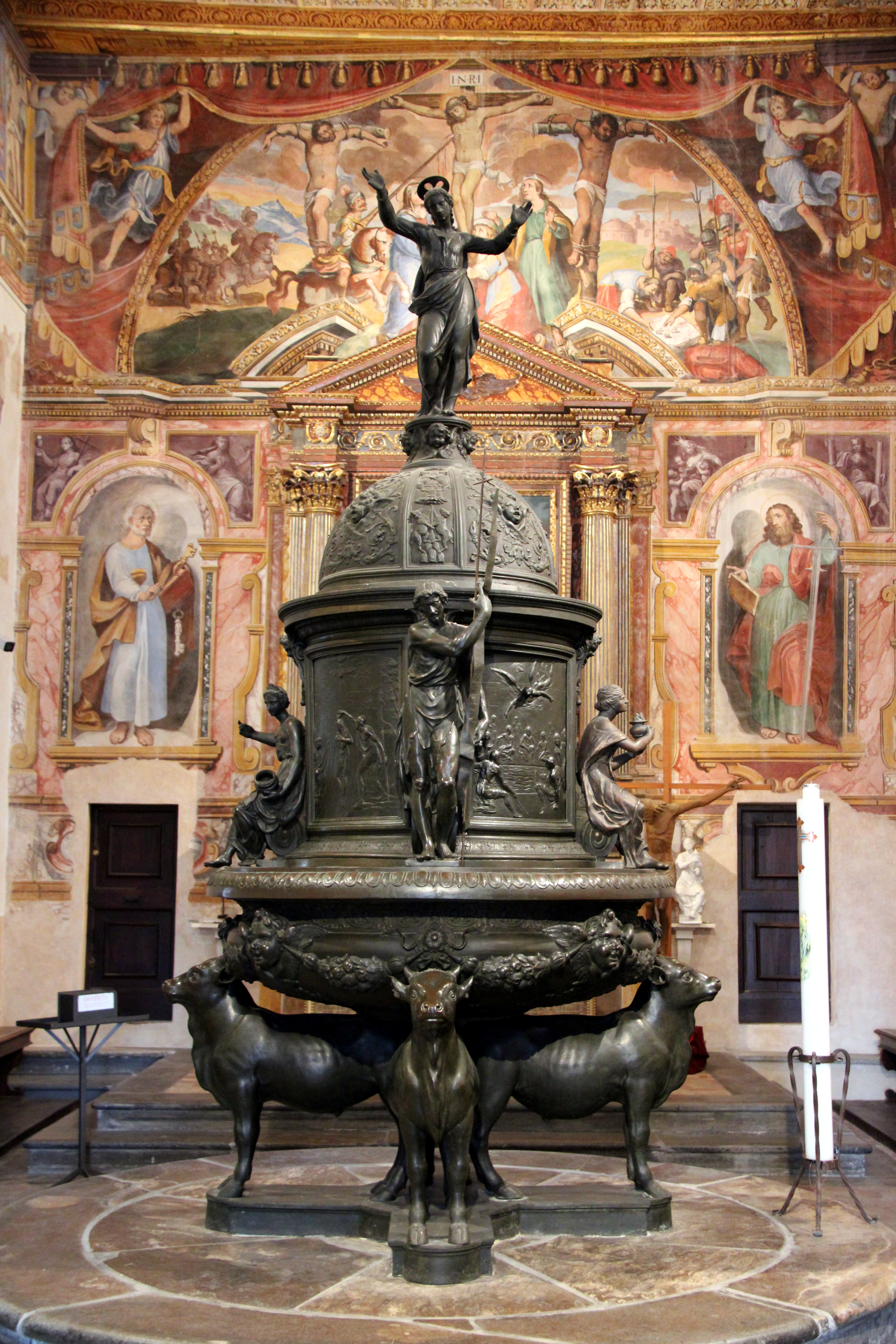
Fonte battesimale in bronzo del 1629

Il Fonte Battesimale in bronzo, databile 1629 ed opera dei fratelli recanatesi Tarquinio e Pier Paolo Jacometti, è diviso in tre livelli. Nel primo livello si trovano quattro tori che sostengono il fonte, nel secondo un catino guarnito da ghirlande unite tra loro da testine di putti alati, alternati a nodi di nastri fermati da un fiore. Nel secondo livello sono collocate quattro statue: le tre Virtù teologali e Giovanni Battista che indica la statua del Redentore che sormonta la cupola: il Cristo è il vero battezzatore. Nel terzo livello si trova il fonte vero e proprio, a pianta circolare con cupola. 
I quattro pannelli dell'alzata riportano scene sempre legate all'acqua che salva: il Battesimo di Gesù, la Piscina Probatica, la Predicazione di Giovanni Battista, la Guarigione di Naaman il Siro che si lava nel Giordano.
I pannelli anteriori sono apribili per permettere l'amministrazione dei sacramento del Battesimo.